# 秋田県立秋田南高等学校・中等部
秋田県立秋田南高等学校・中等部（あきたけんりつ あきたみなみこうとうがっこう ちゅうとうぶ）は、秋田県秋田市仁井田緑町にある県立高等学校・中学校。地元では「ナンコー」「シュウナン」等と呼ばれる。地元の国公立大学を中心に卒業生の殆どが大学進学を希望する。校章は「秋田蕗」。秋田県高等学校体育連盟の事務局校となっており、歴代校長が同連盟の会長となっている。
2016年（平成28年）4月に秋田県立秋田南高等学校中等部として中等部が開校し、秋田県内で4校目の公立中高一貫校となった。

## 沿革

### 年表
公式サイトより引用
- 1961年（昭和36年）
  - 11月25日 - 校地を秋田市仁井田字二ツ屋潟に選定。
  - 12月23日 - 秋田県議会議案200号により秋田県立秋田南高等学校の名称で、秋田高校旧校舎を仮校舎とし、翌1962年4月より開校決定。
- 1962年（昭和37年）
  - 4月13日 - 秋田県民会館において開校式、仮校舎において入学式を挙行。
  - 5月1日 - 校章制定。
  - 12月23日 - 管理棟、普通教室竣工、仮校舎から移転。
- 1963年（昭和38年）
  - 1月14日 - 校舎建築第1期工事竣工式を挙行。
  - 10月26日 - 校旗制定。
  - 12月5日 - 校舎建築第2期工事（特別教室棟、体育館）竣工及び全校舎落成式を挙行。
- 1964年（昭和39年）9月26日 - 第1回学校祭（秋南祭）開催。
- 1965年（昭和40年）3月6日 - 校歌制定、創立記念日を4月13日と制定。
- 1966年（昭和41年）8月1日 - プール完成。
- 1967年（昭和42年）8月26日 - 教育振興会発足。
- 1968年（昭和43年）2月24日 - 正門及び通用門完成。
- 1969年（昭和44年）3月31日 - 格技場（柔剣道場）竣工。
- 1971年（昭和46年）
  - 3月31日 - 校舎第2期補修工事完了。
  - 5月13日 - セミナーハウス竣工。
  - 9月3日 - 創立10周年記念式典挙行。（秋田県民会館）
- 1973年（昭和48年）2月13日 - 剣道場竣工。
- 1974年（昭和49年）6月29日 - 小体育館竣工。
- 1976年（昭和51年）4月29日 - 学校所在地が住居表示により、秋田市仁井田緑町4番1号に変更。
- 1978年（昭和53年）8月10日 - 校舎大規模改修に着工。
- 1981年（昭和56年）
  - 3月15日 - 校旗掲揚塔建立
  - 11月1日 - 吹奏楽部が全国大会において5年連続金賞受賞により、全日本吹奏楽連盟より表彰され、特別演奏を披露。
  - 12月11日 - 大体育館改修工事が完了。
- 1982年（昭和57年）
  - 11月2日 - 普通教室棟（9教室）増設竣工
  - 11月11日 - 創立20周年記念式典挙行。
- 1983年（昭和58年）
  - 8月26日 - 南高校PTAが、全国高校PTA連合会大会において生徒の健全育成と地区PTA活動の業績により全国表彰。
  - 12月16日 - 国道13号拡張工事に伴い、「秋田南高校地下道」が完成し、校門を移築。
- 1988年（昭和63年）
  - 3月15日 - 普通教室棟（3教室）増設竣工。
  - 4月1日 - 英語科新設（1学級定員45名）。
- 1989年（平成元年）6月28日 - 校舎改築期成同盟会設立。
- 1990年（平成2年）8月29日 - 「秋田南高校前地下道」の清掃活動で生徒会が国道愛護団体として建設省（現、国土交通省）より表彰。
- 1992年（平成4年） 
  - 3月24日 - 校訓「獨立自尊」を制定。
  - 10月3日 - 創立30周年記念式典挙行
- 1997年（平成9年）
  - 3月2日 - 新体育館で全校生徒及び父母出席による卒業式挙行
  - 3月10日 - 普通教室棟・管理棟・特別教室棟竣工
  - 3月13日 - 旧校舎解体工事着工、校舎移転。
  - 7月25日 - プール・部室棟竣工
  - 10月31日 - 新校舎落成記念式典挙行。
  - 11月19日 - 野球部等屋内練習場竣工。
- 1998年（平成10年）
  - 3月10日 - 野球部・サッカー部室竣工。
  - 9月30日 - アーチェリー場竣工。
  - 10月12日 - グラウンド飛砂防止ネット設置。
- 1999年（平成11年）4月1日 - 全学年9学級（普通科8、英語科1）。
- 2002年（平成14年）
  - 4月1日 - 普通科1学級減。
  - 10月11日 - 創立40周年記念式典挙行、トレーニングセンター竣工。
- 2003年（平成15年）10月17日 - 乗用エレベーター新設
- 2004年（平成16年）
  - 4月1日 -SELHiに指定
  - 7月26日 - 韓国・郡山女子高等学校との交流事業開始
- 2005年（平成17年）4月23日 - 同窓会創立40周年記念植樹（ふれあい広場「南高梅」）。
- 2006年（平成18年）9月 - SELHi公開研究会開催。
- 2009年（平成21年）4月 - 文部科学省「英語教育改善のための調査研究事業」指定校（指定期間１年間）。
- 2011年（平成23年）4月1日 - 普通科1学年減。（普通科6、英語科1）
- 2012年（平成24年）
  - 6月28日 - 校訓碑「獨立自尊」建立。
  - 10月5日 - 秋田県民会館にて創立50周年記念式典挙行[2]。天野正道（11期）に50周年記念曲の作曲、記念曲演奏の指揮を依頼（50周年記念曲「 Musique pour la Cérémonie　式典のための音楽 」）。また、倉田よしみ（9期）にイメージキャラクターの制作依頼。
- 2015年（平成27年）4月1日 - スーパーグローバルハイスクール（SGH）に指定。
- 2016年（平成28年）4月1日 - 中学校が併設・開校し、中高一貫校となった[3]。中学校の校名は秋田県立秋田南高等学校中等部となる[4]。
- 2017年（平成29年）11月21日 - タイのバンコク・クリスチャン・カレッジと教育連携協定（MOU）締結
- 2018年（平成30年）
  - 3月31日 - 英語科廃止。
  - 11月22日 - タイのマハーサーラカーム大学および付属高校と教育連携協定（MOU）締結
- 2020年（令和2年）4月1日 - 京都府教育委員会「京都府ＷＷＬコンソーシアム」連携校（指定期間2年）
- 2021年（令和3年）4月1日 - 文部科学省「スーパーグローバルハイスクール（SGH）ネットワーク事業」参加 校（指定期間3年）
- 2022年（令和4年）
  - 10月15日 - ミルハスにて創立60周年記念式典 挙行[5]
  - 11月15日 - 秋田県立大学と連携協力協定 締結

## 教育方針
福澤諭吉の語である「獨立自尊」を校訓とし、人に頼らず、自らの尊厳を保つ人間の形成を目指している。文武両道を重んじ、学業、部活動共に盛んである。

## 指導目標
1. 独立自尊の精神を養い、活力ある規律正しい学校生活を通して青年の夢を育てる。
2. 学問尊重の精神を培い、学力の向上を図り、個性に応じた進路の志望の達成を期する。
3. 健康の増進と向上を図り、学習と部活動の両立のできる生徒の育成を目指す。
4. 豊かな情操を養い、広い視野と協調性とを持ち、自他を敬愛する心を深める。

## 教育課程
高校では普通科（6クラス）が設置されている。2年次より文系・理系・学術探求コースに分けられる。
かつては英語科が設置されていた。名称の通り英語教育に重点を置いており、英語関連の教科も普通科より多く、その代わり理数科目で一部履修しないのがあるなど、基本的に文系向けのクラスとされていた。2004年にSELHiに指定された。2005年度より英語科クラスは普通科とは別に修学旅行へ行き、その行き先は2004年度はマレーシア、2005年度はバンクーバーであった。また海外から来た学校訪問団との交流機会もあり、韓国の郡山女子高等学校とは定期的な交流を続けるという協定を結んでいた。

## 学校行事
- 4月 入学式・始業式
- 5月 入学オリエンテーション（大潟村のホテルに宿泊し授業ガイダンス、新入生同士での交流行事などを行う。）
- 7月 学校祭「秋南祭」
- 8月 夏休み勉強合宿（希望者のみ）
- 9月 学級対抗
- 10月 修学旅行、運動会
- 12月 冬休み勉強合宿（希望者のみ）

## 生徒会活動・部活動など

### 運動部
個人競技を中心に、いくつかの運動部が県内屈指の実力を持つ。特に男子剣道部は毎年上位入賞を果たしている。（平成19年度玉竜旗高校剣道大会では20人抜きを果たした）また陸上競技部、水泳競技部でも全国大会出場者を多く出している。しかし一方では硬式野球部や男子バスケ部など、県内では上位の実力ながら全国大会出場を果たせていない部も多い。(2024年、男子バスケットボール部は県大会で初優勝し、インターハイに出場した。)1998年には県内初のアーチェリー部が発足した。
- 硬式野球、サッカー、男女バスケットボール、男女バドミントン、バレーボール、男女ソフトテニス、剣道、柔道、ラグビー、陸上競技、アーチェリー、ハンドボール、水泳、山岳

### 文化部
吹奏楽部の活躍は著名であり、特に、髙橋紘一が指導し、その教え子でもある天野正道が編曲を行った1976年から1982年にかけ、全国大会において6回連続の金賞を受賞した（1981年大会は審査対象外の招待演奏）。指導者が変わってからも全国大会3年連続出場を複数回果たすなど、全日本吹奏楽コンクールの常連となっている。
2022年までの全国大会出場回数は32回（1981年の招待演奏を含まず）で、これは所属する東北支部（高等学校の部）の団体では最も多く、全国的に見ても8番目に多い。
また、文芸部が2003年の第18回全国高等学校文芸コンクールにおいて文芸部誌部門優秀賞を受賞している。他に放送部等もコンクールで好成績を残している。
- 文芸、吹奏楽、自然科学、美術、書道、演劇、写真、茶道

## 校歌
作詞：境田四郎、作曲：小林清人

## 生徒数

### 高等学校
| 年度                      | 男子 | 女子 | 計    | 増減 | 備考                       |
| ------------------------- | ---- | ---- | ----- | ---- | -------------------------- |
| 2003（平成15）年度        | 571  | 443  | 1,014 |      |                            |
| 2004（平成16）年度        | 533  | 424  | 957   | -57  |                            |
| 2005（平成17）年度        | 538  | 419  | 957   | 0    |                            |
| 2006（平成18）年度        | 524  | 430  | 954   | -3   |                            |
| 2007（平成19）年度        | 529  | 418  | 947   | -7   |                            |
| 2008（平成20）年度        | 546  | 395  | 941   | -6   |                            |
| 2009（平成21）年度        | 534  | 404  | 934   | -7   |                            |
| 2010（平成22）年度        | 523  | 423  | 946   | +12  |                            |
| 2011（平成23）年度        | 463  | 439  | 902   | -44  |                            |
| 2012（平成24）年度        | 446  | 417  | 863   | -39  | 創立50周年                 |
| 2013（平成25）年度        | 442  | 379  | 821   | -42  |                            |
| 2014（平成26）年度        | 447  | 373  | 820   | -1   |                            |
| 2015（平成27）年度        | 443  | 377  | 820   | 0    |                            |
| 2016（平成28）年度        | 422  | 367  | 789   | -41  | 中等部開校、英語科募集停止 |
| 2017（平成29）年度        | 383  | 364  | 747   | -42  |                            |
| 2018（平成30）年度        | 361  | 346  | 707   | -40  | 英語科廃止                 |
| 2019（平成31/令和元）年度 | 350  | 357  | 707   | 0    |                            |
| 2020（令和2）年度         | 376  | 332  | 708   | +1   |                            |
| 2021（令和3）年度         | 370  | 336  | 706   | -2   |                            |
| 2022（令和4）年度         | 367  | 332  | 699   | -7   | 創立60周年                 |
| 2023（令和5）年度         | 341  | 346  | 687   | -12  |                            |
| 2024（令和6）年度         | 330  | 342  | 672   | -15  |                            |

### 中等部
| 年度                      | 男子 | 女子 | 計  | 増減 | 備考 |
| ------------------------- | ---- | ---- | --- | ---- | ---- |
| 2016（平成28）年度        | 36   | 44   | 80  |      | 開校 |
| 2017（平成29）年度        | 76   | 84   | 160 | +80  |      |
| 2018（平成30）年度        | 115  | 125  | 240 | +80  |      |
| 2019（平成31/令和元）年度 | 110  | 128  | 238 | -2   |      |
| 2020（令和2）年度         | 98   | 141  | 239 | +1   |      |
| 2021（令和3）年度         | 88   | 151  | 239 | 0    |      |
| 2022（令和4）年度         | 88   | 152  | 240 | +1   |      |
| 2023（令和5）年度         | 96   | 144  | 240 | 0    |      |
| 2024（令和6）年度         | 107  | 132  | 239 | -1   |      |

## 交通
- JR東日本羽越本線・羽後牛島駅より徒歩5分。
- 秋田駅より秋田中央交通 大住線（南高校線）、柳原経由御野場団地線で「南高校前」下車。
- 同バス会社より、仁井田御所野線、御野場団地線など牛島経由のバスで「二ツ屋下丁」下車。徒歩3分。
- 羽後交通、急行角館秋田線、急行横手秋田線で「大野口」「牛島市営住宅前」下車。徒歩5分。

## 著名な出身者
- 相内抄彩 - アナウンサー
- 相場詩織 - アナウンサー
- 天野正道 - 音楽家
- 伊藤綾子 -アナウンサー
- 江野麻由子 - クロスカントリースキー・シットスキー選手。ソチパラリンピック日本代表。
- 川島道行 - ロックバンドBOOM BOOM SATELLITESのギターボーカル。
- 鎌田強 - アナウンサー
- 元祖爆笑王 - 放送作家。めちゃ²イケてるッ!などの構成。
- 倉田よしみ - 漫画家。味いちもんめの作画。
- 鴻池朋子 - 美術家
- 櫻庭英悦 - 元農林水産省 食料産業局長兼内閣官房 内閣審議官。大館市特別顧問 秋田銀行地方創生総合アドバイザー
- 桜庭統 - 作曲家。テイルズ オブ シリーズやヴァルキリープロファイルシリーズの音楽担当。
- 佐藤健一 - アナウンサー
- 佐藤快磨 - 映画監督
- 穂積志 - 秋田市長
- 安田久 - 実業家
- 山田透 - アナウンサー
- 柴田博仁 - 群馬大学教授、認知科学者
- 茜屋日海夏 - 女優